# The Thirteenth Chair (1929)
The Thirteenth Chair is een Amerikaanse misdaadfilm uit 1929 onder regie van Tod Browning. 

## Verhaal
Spencer Lee is in Calcutta in geheimzinnige omstandigheden vermoord tijdens de voorbereiding van een artikel over de sekte van de Thugs.  Zijn vriend Edward Wales heeft op het ogenblik van de moord een gesluierde vrouw zien wegvluchten, maar ondanks zijn getuigenis draait het politieonderzoek onder leiding van inspecteur Delzante op niets uit. Wales besluit om een seance door een medium te laten houden bij de rijke familie Crosby. Onder de aanwezigen bevindt zich Helen O'Neill, die door Wales verdacht wordt van de moord. Hij hoopt dat de geest van de overledene de dader zal aanwijzen.

## Rolverdeling
| Acteur              | Personage            |
| ------------------- | -------------------- |
| Conrad Nagel        | Richard Crosby       |
| Leila Hyams         | Helen O'Neill        |
| Margaret Wycherly   | Rosalie La Grange    |
| Helene Millard      | Mary Eastwood        |
| Holmes Herbert      | Roscoe Crosby        |
| Mary Forbes         | Mevrouw Crosby       |
| Béla Lugosi         | Inspecteur Delzante  |
| John Davidson       | Edward Wales         |
| Charles Quatermaine | Dr. Philip Mason     |
| Moon Carroll        | Helen Trent          |
| Cyril Chadwick      | Brandon Trent        |
| Bertram Johns       | Howard Standish      |
| Gretchen Holland    | Grace Standish       |
| Frank Leigh         | Professor Feringeea  |
| Clarence Geldart    | Commissaris Grimshaw |